# ویتنبرگ‌پلاتس (متروی برلین)

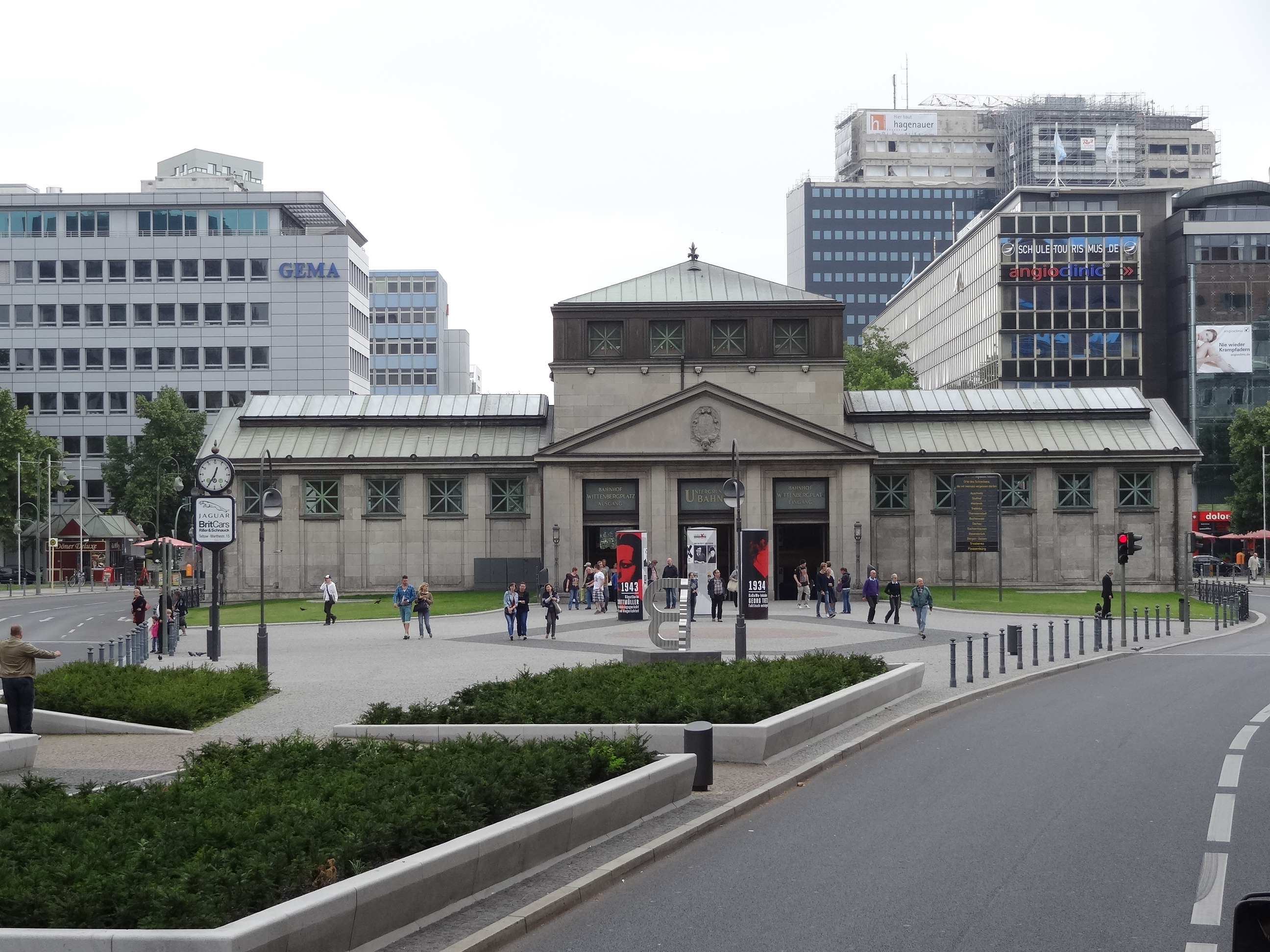
هال ورودی

ویتنبرگ‌پلاتس (آلمانی: Wittenbergplatz) یک ایستگاه متروی برلین است که در خطوط U1، U2، و U3 قرار دارد. این ایستگاه در ویتنبرگ‌پلاتس (میدان ویتنبرگ) در غرب شهر برلین قرار دارد.